# Вітольд Родзінський
Вітольд Родзінський (пол. Witold Rodziński; 5 жовтня 1918, Львів — 18 грудня 1997, Варшава) — польський дипломат, історик і китаєзнавець, посол Польської Народної Республіки в Лондоні (1960-1965) та Пекіні під час Культурної революції (1966–1969).

## Біографія
Вітольд Родзінський народився 5 жовтня 1918 року в місті Львів, Львівське воєводство Польської Республіки (нині — Львівська область України).
З 1927 року проживав у США. З 1942 по 1945 рік служив у армії США. Закінчив Колумбійський університет у червні 1945 року.
З 1946 по 1947 роки — співробітник ООН, радник Міністерства закордонних справ (1947-1948). З 1947 року проживав у Польщі.
З 1950 року співробітник Інституту підготовки наукових кадрів та Інституту суспільних наук при ЦК Польської об'єднаної робітничої партії (ПОРП), кандидат історичних наук з 1953 року.
У 1953-1954 роки працював співробітником Вищої педагогічної школи у Варшаві. У 1954-1956 роках — співробітник Інституту сходознавства Польської академії наук.
У 1956-1957 роках є співробітник посольства Польщі в Пекіні, у 1958-1960 роках — директор департаменту в Міністерстві закордонних справ.
У 1960-1964 роки — посол Польської Народної Республіки у Великій Британії, 1966-1969 роки — Посол у КНР. З 1958 року — доцент історичного факультету Варшавського університету, вийшов на пенсію по інвалідності наприкінці лютого 1971 року.

## Вибрані твори
- Kształtowanie się imperializmu amerykańskiego. Polityka zagraniczna imperializmu amerykańskiego w latach 1900-1914, cz. 2, Warszawa: Zarząd Główny Polskiego Związku Niewidomych 1952.
- Ruch robotniczy w Stanach Zjednoczonych w latach 1918-1939: (stenogram wykładu wygłoszonego w Szkole Partyjnej przy KC PZPR), Warszawa: Szkoła Partyjna przy KC PZPR. Katedra Historii Międzynarodowego Ruchu Robotniczego 1953.
- Agresja amerykańska w Chinach w latach 1945-1949, Warszawa: "Książka i Wiedza" 1956.
- (redakcja) Dzieje Chin: zarys, red. Szang Jüe; przekł. z chiń. Bogumił Dąbrowski [et al.]; oprac. wstęp i przypisy Witold Rodziński, Warszawa: PWN 1960.
- Historia Chin, Wrocław: Zakład Narodowy im. Ossolińskich 1974 (wyd. 2 przejrz. i rozsz. - 1992).
- (przekład) Stanisław Ossowski, The foundations of aesthetics, transl. from the Pol. by Janina and Witold Rodziński; the preface by Stefan Nowak, Warszawa: Polish Scientific Publ. - Dordrecht - Boston: D. Reidel Publ. Company 1978.
- A history of China, vol. 1, Oxford: Pergamon Press 1979.
- Chiny w ogniu: rewolucja w latach 1925-1927, Wrocław: Zakład Narodowy im. Ossolińskich 1983.
- The walled kingdom: a history of China from 2000 BC to the present, London: Fontana Paperbacks 1984.
- The People's Republic of China: a concise political history, New York: Free Press 1988.
- The People's Republic of China: reflections on Chinese political history since 1949, London: Fontana Press 1989.